# Mistrovství světa v judu 1981 – muži – bez rozdílu vah
Zápasy v judu na XI. mistrovství světa v kategorii bez rozdílu vah mužů proběhly v Maastrichtu, 6. září 1981.

## Finále
| Finále            |                   |
| ----------------- | ----------------- |
| Jasuhiro Jamašita | Jasuhiro Jamašita |
| Wojciech Reszko   | Jasuhiro Jamašita |

## Opravy / O bronz
Do oprav se dostali judisté, kteří během turnaje prohráli svůj zápas s jedním ze dvou finalistů.
| opravy    | opravy        | opravy              | o bronz             |                     |
| --------- | ------------- | ------------------- | ------------------- | ------------------- |
| volný los | Luiz Moura    | Mark Berger         | Robert Van de Walle | Robert Van de Walle |
| volný los | Luiz Moura    | Mark Berger         | Robert Van de Walle | Robert Van de Walle |
|           | Mark Berger   | Mark Berger         | Robert Van de Walle | Robert Van de Walle |
|           |               | Robert Van de Walle | Robert Van de Walle | Robert Van de Walle |
|           |               |                     | Dewey Mitchell      | Robert Van de Walle |
| volný los | András Ozsvár | András Ozsvár       | András Ozsvár       | András Ozsvár       |
| volný los | András Ozsvár | András Ozsvár       | András Ozsvár       | András Ozsvár       |
|           | Pedro Soler   | András Ozsvár       | András Ozsvár       | András Ozsvár       |
|           |               | Dimitar Zaprjanov   | András Ozsvár       | András Ozsvár       |
|           |               |                     | Robert Köstenberger | András Ozsvár       |

## Pavouk
|   | 1/64           | 1/32                  | 1/16                | čtvrtfinále         | semifinále          | finále            |
| - | -------------- | --------------------- | ------------------- | ------------------- | ------------------- | ----------------- |
| A | Venancio Gómez | Ha Hjong-ču           | Vladimír Kocman     | Dewey Mitchell      | Dewey Mitchell      | Jasuhiro Jamašita |
| A | Ha Hjong-ču    | Ha Hjong-ču           | Vladimír Kocman     | Dewey Mitchell      | Dewey Mitchell      | Jasuhiro Jamašita |
| A | volný los      | Vladimír Kocman       | Vladimír Kocman     | Dewey Mitchell      | Dewey Mitchell      | Jasuhiro Jamašita |
| A | volný los      | Vladimír Kocman       | Vladimír Kocman     | Dewey Mitchell      | Dewey Mitchell      | Jasuhiro Jamašita |
| A | volný los      | Mohamed Bel-Atar      | Dewey Mitchell      | Dewey Mitchell      | Dewey Mitchell      | Jasuhiro Jamašita |
| A | volný los      | Mohamed Bel-Atar      | Dewey Mitchell      | Dewey Mitchell      | Dewey Mitchell      | Jasuhiro Jamašita |
| A | volný los      | Dewey Mitchell        | Dewey Mitchell      | Dewey Mitchell      | Dewey Mitchell      | Jasuhiro Jamašita |
| A | volný los      | Dewey Mitchell        | Dewey Mitchell      | Dewey Mitchell      | Dewey Mitchell      | Jasuhiro Jamašita |
| A | volný los      | Marino Beccacece      | Bjarni Friðriksson  | Wil Wilhelm         | Dewey Mitchell      | Jasuhiro Jamašita |
| A | volný los      | Marino Beccacece      | Bjarni Friðriksson  | Wil Wilhelm         | Dewey Mitchell      | Jasuhiro Jamašita |
| A | volný los      | Bjarni Friðriksson    | Bjarni Friðriksson  | Wil Wilhelm         | Dewey Mitchell      | Jasuhiro Jamašita |
| A | volný los      | Bjarni Friðriksson    | Bjarni Friðriksson  | Wil Wilhelm         | Dewey Mitchell      | Jasuhiro Jamašita |
| A | volný los      | Wil Wilhelm           | Wil Wilhelm         | Wil Wilhelm         | Dewey Mitchell      | Jasuhiro Jamašita |
| A | volný los      | Wil Wilhelm           | Wil Wilhelm         | Wil Wilhelm         | Dewey Mitchell      | Jasuhiro Jamašita |
| A | volný los      | Rune Sundland         | Wil Wilhelm         | Wil Wilhelm         | Dewey Mitchell      | Jasuhiro Jamašita |
| A | volný los      | Rune Sundland         | Wil Wilhelm         | Wil Wilhelm         | Dewey Mitchell      | Jasuhiro Jamašita |
| B | volný los      | Shaker Al-Swtayhi     | Marvin McLatchie    | Robert Van de Walle | Jasuhiro Jamašita   | Jasuhiro Jamašita |
| B | volný los      | Shaker Al-Swtayhi     | Marvin McLatchie    | Robert Van de Walle | Jasuhiro Jamašita   | Jasuhiro Jamašita |
| B | volný los      | Marvin McLatchie      | Marvin McLatchie    | Robert Van de Walle | Jasuhiro Jamašita   | Jasuhiro Jamašita |
| B | volný los      | Marvin McLatchie      | Marvin McLatchie    | Robert Van de Walle | Jasuhiro Jamašita   | Jasuhiro Jamašita |
| B | volný los      | Robert Van de Walle   | Robert Van de Walle | Robert Van de Walle | Jasuhiro Jamašita   | Jasuhiro Jamašita |
| B | volný los      | Robert Van de Walle   | Robert Van de Walle | Robert Van de Walle | Jasuhiro Jamašita   | Jasuhiro Jamašita |
| B | volný los      | Angelo Parisi         | Robert Van de Walle | Robert Van de Walle | Jasuhiro Jamašita   | Jasuhiro Jamašita |
| B | volný los      | Angelo Parisi         | Robert Van de Walle | Robert Van de Walle | Jasuhiro Jamašita   | Jasuhiro Jamašita |
| B | volný los      | Jasuhiro Jamašita     | Jasuhiro Jamašita   | Jasuhiro Jamašita   | Jasuhiro Jamašita   | Jasuhiro Jamašita |
| B | volný los      | Jasuhiro Jamašita     | Jasuhiro Jamašita   | Jasuhiro Jamašita   | Jasuhiro Jamašita   | Jasuhiro Jamašita |
| B | volný los      | Luiz Moura            | Jasuhiro Jamašita   | Jasuhiro Jamašita   | Jasuhiro Jamašita   | Jasuhiro Jamašita |
| B | volný los      | Luiz Moura            | Jasuhiro Jamašita   | Jasuhiro Jamašita   | Jasuhiro Jamašita   | Jasuhiro Jamašita |
| B | volný los      | Farchan Idris         | Mark Berger         | Jasuhiro Jamašita   | Jasuhiro Jamašita   | Jasuhiro Jamašita |
| B | volný los      | Farchan Idris         | Mark Berger         | Jasuhiro Jamašita   | Jasuhiro Jamašita   | Jasuhiro Jamašita |
| B | volný los      | Mark Berger           | Mark Berger         | Jasuhiro Jamašita   | Jasuhiro Jamašita   | Jasuhiro Jamašita |
| B | volný los      | Mark Berger           | Mark Berger         | Jasuhiro Jamašita   | Jasuhiro Jamašita   | Jasuhiro Jamašita |
| C | Terry Watt     | Jean Zinniker         | Dimitar Zaprjanov   | Dimitar Zaprjanov   | Wojciech Reszko     | Wojciech Reszko   |
| C | Jean Zinniker  | Jean Zinniker         | Dimitar Zaprjanov   | Dimitar Zaprjanov   | Wojciech Reszko     | Wojciech Reszko   |
| C | volný los      | Dimitar Zaprjanov     | Dimitar Zaprjanov   | Dimitar Zaprjanov   | Wojciech Reszko     | Wojciech Reszko   |
| C | volný los      | Dimitar Zaprjanov     | Dimitar Zaprjanov   | Dimitar Zaprjanov   | Wojciech Reszko     | Wojciech Reszko   |
| C | volný los      | Chris Georghiou       | Mohamed Alí Rašwan  | Dimitar Zaprjanov   | Wojciech Reszko     | Wojciech Reszko   |
| C | volný los      | Chris Georghiou       | Mohamed Alí Rašwan  | Dimitar Zaprjanov   | Wojciech Reszko     | Wojciech Reszko   |
| C | volný los      | Mohamed Alí Rašwan    | Mohamed Alí Rašwan  | Dimitar Zaprjanov   | Wojciech Reszko     | Wojciech Reszko   |
| C | volný los      | Mohamed Alí Rašwan    | Mohamed Alí Rašwan  | Dimitar Zaprjanov   | Wojciech Reszko     | Wojciech Reszko   |
| C | volný los      | Wojciech Reszko       | Wojciech Reszko     | Wojciech Reszko     | Wojciech Reszko     | Wojciech Reszko   |
| C | volný los      | Wojciech Reszko       | Wojciech Reszko     | Wojciech Reszko     | Wojciech Reszko     | Wojciech Reszko   |
| C | volný los      | András Ozsvár         | Wojciech Reszko     | Wojciech Reszko     | Wojciech Reszko     | Wojciech Reszko   |
| C | volný los      | András Ozsvár         | Wojciech Reszko     | Wojciech Reszko     | Wojciech Reszko     | Wojciech Reszko   |
| C | volný los      | Radomir Kovačević     | Pedro Soler         | Wojciech Reszko     | Wojciech Reszko     | Wojciech Reszko   |
| C | volný los      | Radomir Kovačević     | Pedro Soler         | Wojciech Reszko     | Wojciech Reszko     | Wojciech Reszko   |
| C | volný los      | Pedro Soler           | Pedro Soler         | Wojciech Reszko     | Wojciech Reszko     | Wojciech Reszko   |
| C | volný los      | Pedro Soler           | Pedro Soler         | Wojciech Reszko     | Wojciech Reszko     | Wojciech Reszko   |
| D | volný los      | Mark Carew            | Mark Carew          | Mathias Schultz     | Robert Köstenberger | Wojciech Reszko   |
| D | volný los      | Mark Carew            | Mark Carew          | Mathias Schultz     | Robert Köstenberger | Wojciech Reszko   |
| D | volný los      | Dambadžavyn Cend-Ajúš | Mark Carew          | Mathias Schultz     | Robert Köstenberger | Wojciech Reszko   |
| D | volný los      | Dambadžavyn Cend-Ajúš | Mark Carew          | Mathias Schultz     | Robert Köstenberger | Wojciech Reszko   |
| D | volný los      | Juha Salonen          | Mathias Schultz     | Mathias Schultz     | Robert Köstenberger | Wojciech Reszko   |
| D | volný los      | Juha Salonen          | Mathias Schultz     | Mathias Schultz     | Robert Köstenberger | Wojciech Reszko   |
| D | volný los      | Mathias Schultz       | Mathias Schultz     | Mathias Schultz     | Robert Köstenberger | Wojciech Reszko   |
| D | volný los      | Mathias Schultz       | Mathias Schultz     | Mathias Schultz     | Robert Köstenberger | Wojciech Reszko   |
| D | volný los      | Arthur Schnabel       | Alexej Ťurin        | Robert Köstenberger | Robert Köstenberger | Wojciech Reszko   |
| D | volný los      | Arthur Schnabel       | Alexej Ťurin        | Robert Köstenberger | Robert Köstenberger | Wojciech Reszko   |
| D | volný los      | Alexej Ťurin          | Alexej Ťurin        | Robert Köstenberger | Robert Köstenberger | Wojciech Reszko   |
| D | volný los      | Alexej Ťurin          | Alexej Ťurin        | Robert Köstenberger | Robert Köstenberger | Wojciech Reszko   |
| D | volný los      | Ismaila Ndoye         | Robert Köstenberger | Robert Köstenberger | Robert Köstenberger | Wojciech Reszko   |
| D | volný los      | Ismaila Ndoye         | Robert Köstenberger | Robert Köstenberger | Robert Köstenberger | Wojciech Reszko   |
| D | volný los      | Robert Köstenberger   | Robert Köstenberger | Robert Köstenberger | Robert Köstenberger | Wojciech Reszko   |
| D | volný los      | Robert Köstenberger   | Robert Köstenberger | Robert Köstenberger | Robert Köstenberger | Wojciech Reszko   |